# Marshmello

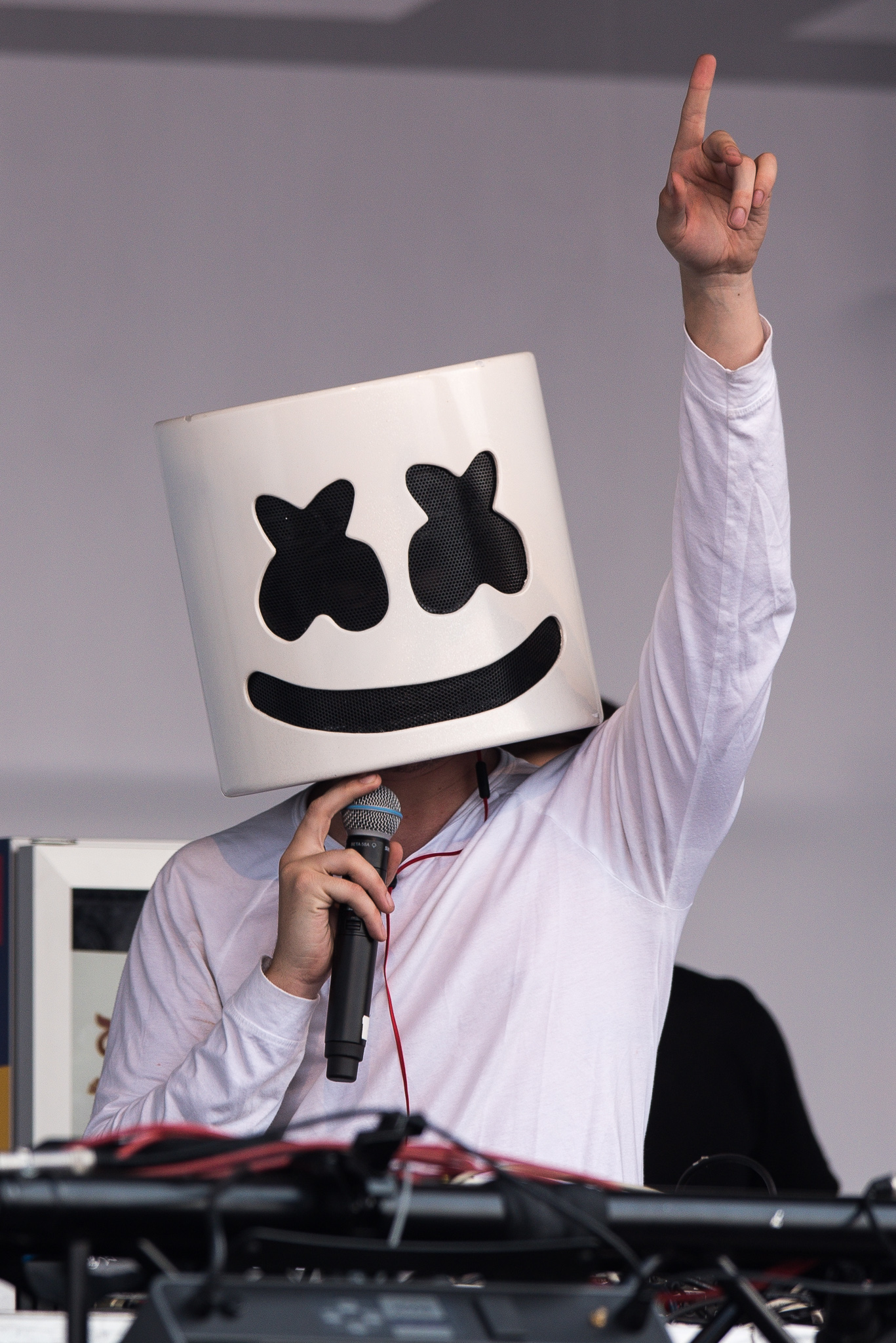
Marshmello beim Open Beatz Festival 2016

Marshmello (* 19. Mai 1992; bürgerlich Christopher Comstock) ist ein US-amerikanischer Musikproduzent und DJ, der in den Bereichen Future-Bass, Trap und Dubstep tätig ist. Er erlangte insbesondere durch sein Auftreten in seinem Kostüm in Kombination mit der Geheimhaltung seiner Identität Aufmerksamkeit. Zudem vertrat er zu Beginn seiner Karriere den zu der Zeit sehr populären Future-Bass-Stil, was ihm starken Support bekannter Musiker wie Skrillex und Martin Garrix einbrachte.

## Identität und öffentliches Auftreten
Marshmellos Identität wurde von ihm selbst bisher nicht bestätigt. Bei Auftritten, in Musikvideos sowie sozialen Netzwerken versteckt er seine Identität unter einer Maske. Die an die Süßigkeit Marshmallow angelehnte Maske besteht aus einem zylinderförmigen Helm, auf dem ein Smiley-Gesicht zu sehen ist. Aufgrund der Maskierung war er lange Zeit grundlegend anonym.
Es wurde bereits früh davon ausgegangen, dass hinter dem Pseudonym der US-amerikanische DJ und Produzent Chris Comstock, auch bekannt als Dotcom, steckt. Als Argumente dafür wurden genannt, dass sie wohl denselben Vornamen, Geburtstag sowie die gleichen Tattoos besäßen. Zuletzt stellte der Produzent Feed Me ein Video auf Instagram ein, in dem er Marshmellos Helm trägt, während Chris Comstock mit der Kamera versehentlich kurz auf einen Spiegel hält. Zu der Anonymität sagte Marshmello selbst: „Just enjoy the music, don’t worry about me“, zu Deutsch „Genießt einfach die Musik, macht euch keine Gedanken um mich.“
Im November 2017 stellte die schottische Zeitschrift Forbes die Identität Marshmellos als Fakt dar. Hier wurde neben den bereits bekannten Argumenten auch preisgegeben, dass der bürgerliche Name bei der ASCAP, der BMI sowie beim Unternehmensregister des Bundesstaates Delaware hinterlegt war.

## Musikalische Karriere

### 2015: Erste Aufmerksamkeit & „Joytime Collective“
Am 3. März 2015 debütierte Marshmello mit seinem Lied WaVeZ, das er auf seinem SoundCloud-Profil hochlud. Es folgten in immer kürzeren Abständen weitere Songs. Zudem veröffentlichte er eine Reihe an Remixen, darunter auch einen Remix zu Where Are Ü Now des DJ-Duos Jack Ü mit Justin Bieber. Das Jack-Ü-Mitglied Skrillex wurde daraufhin auf ihn aufmerksam und teilte seine Produktion Find Me auf seiner SoundCloud-Seite. Früher Support von Musikern wie Jauz oder Sikdope folgte.
Mit dem Motto „Music for the Soul“ gründete Marshmello im Juni 2015 zur Vermarktung seiner Lieder das Plattenlabel „Joytime Collective“. Erster Release sollte das Lied Invincible sein, für das er einen Gesangswettbewerb veranstaltete, da die bisherigen Aufnahmen nicht seinen Vorstellungen entsprachen. Diesen gewann der US-amerikanische Sänger Hype Turner. Ende Juli 2015 erschien das Lied über SoundCloud und YouTube.
Am 24. Oktober 2015 erschien das Lied Keep It Mello, welches mit dem Rapper Omar LinX entstand. Der Track wurde auf dem YouTube-Support-Kanal „Trap Nation“ hochgeladen und konnte dadurch erstmals eine große Reichweite erreichen. Das Lied sollte die erste Vorab-Single-Auskopplung aus seinem kommenden Album sein. Im Dezember 2015 veröffentlichte er einen Future-Bass-Remix zu Hello der britischen Sängerin Adele. Dieser wurde auf verschiedenen Musikplattformen häufig abgerufen und erhielt ebenfalls Aufmerksamkeit von DJ-Größen wie Martin Garrix, Axwell Λ Ingrosso und Alesso.

### Anfang bis Mitte 2016: Debüt-Album
Am 8. Januar 2016 veröffentlichte Marshmello sein aus zehn Tracks bestehendes Debütalbum Joytime über sein eigenes Plattenlabel. Bereits nach kurzer Zeit konnte es in die US-amerikanischen iTunes-Charts einsteigen und platzierte sich weiterhin in verschiedenen Sparten-Charts, unter anderem auf Platz 5 der Billboard-Top-Dance/Electronic-Alben und 41 der Independent-Alben. Auch auf Spotify erfreute sich das Album großer Beliebtheit. So erreichten alle Einzeltracks bisher über eine Million Aufrufe, die Tracks Keep It Mello und Summer überschritten bisher gar die 15-Millionen-Grenze.
Bereits im April 2015 lud Marshmello das Lied Want U 2 auf seinem SoundCloud-Kanal hoch. Zu diesem Zeitpunkt lief der Track noch unter der Kategorie Free-Download, wurde Ende des Jahres erstmals von Marshmello auf seinem YouTube-Kanal veröffentlicht und war anschließend ebenfalls Teil des Studioalbums. Gemeinsam mit dem Dub-House-Newcomer Slushii nahm er den Song Anfang 2016 neu auf. Am 14. Februar 2016 erschien der Remix anlässlich des Valentinstags als zweite Single-Auskopplung. Als letzte Single aus dem Album wurde das Lied Colours am 11. März 2016 veröffentlicht. Gleichzeitig war der Track auch die letzte Veröffentlichung über sein Plattenlabel „Joytime Collective“.

### Mitte bis Ende 2016: Weltweiter Durchbruch mitAlone

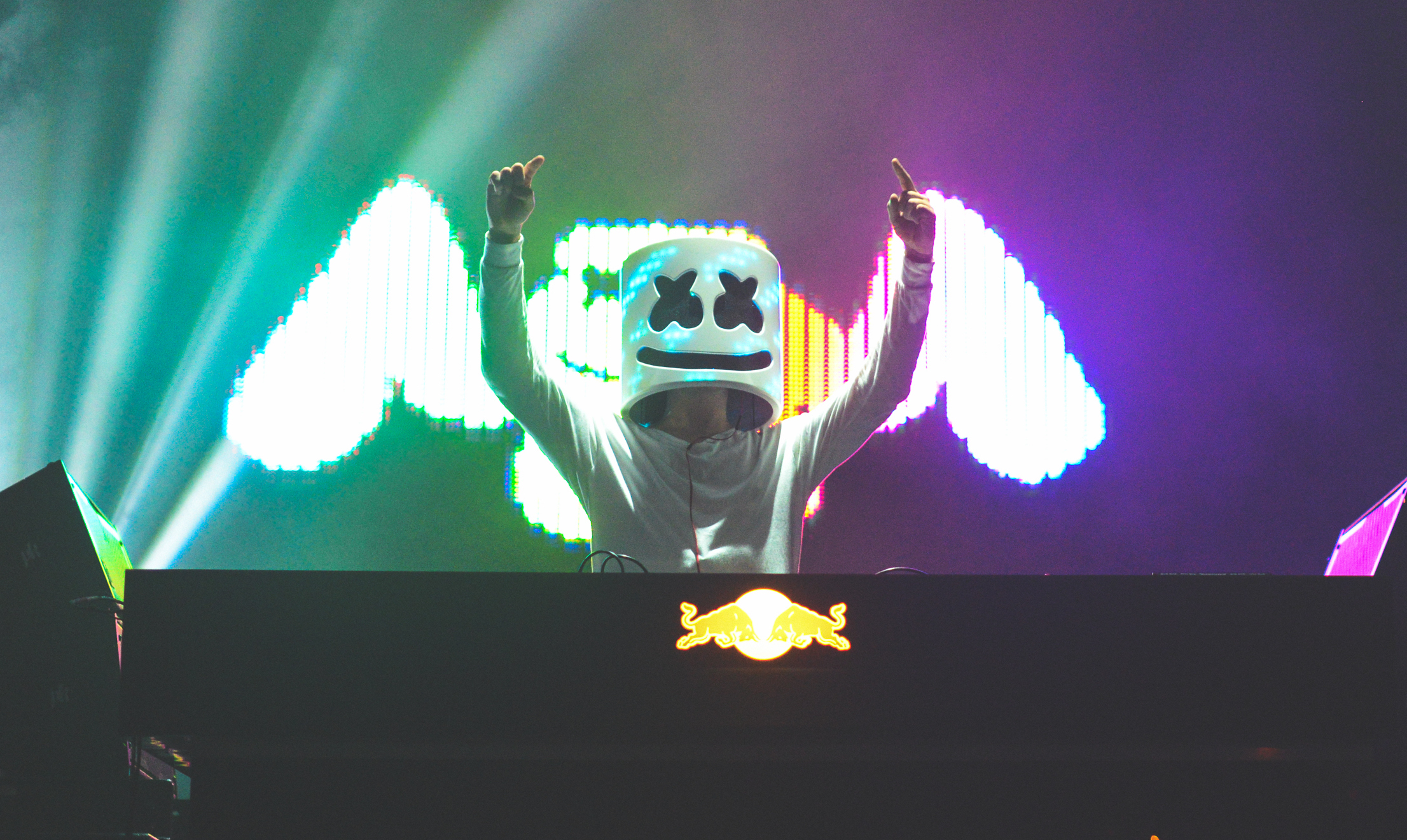
Marshmello beim VELD 2016

Marshmello erhielt im Frühjahr 2016 einen Plattenvertrag beim kanadischen Plattenlabel Monstercat. Alone wurde am 13. Mai 2016 seine erste Veröffentlichung auf dem Label. Sie konnte bis auf Platz 79 der Billboard Canadian- sowie bis auf Platz 93 der US-Hot 100 vorrücken. Im April 2016 erschien das Musikvideo zu Keep It Mello auf Trap Nations YouTube-Kanal und sammelte über 100 Millionen Aufrufe in wenigen Monaten.
Am 19. Juni 2016 trat Marshmello bei EDC 2016 in Las Vegas auf. Dort wurde verkündet, dass er seine Identität preisgeben werde. Unter der Maske befand sich jedoch Tiësto. Fans und Medien vermuteten eine Werbeaktion, da zum einen die Tourdaten unterschiedlich waren und auch ein Foto der beiden in voller Montur mit dem Untertitel „die beiden maskierten DJs hängen vor der Show zusammen ab“ hochgeladen wurde.
Am 2. Juli 2016 veröffentlichte Marshmello das Musikvideo zu Alone auf YouTube. Es erreichte über 100 Millionen Aufrufe in drei Monaten. Am 20. August 2016 kündigte er die Marshmello-Ritual-Tour auf Twitter an. Während dieser reiste er zwischen dem 30. September 2016 und dem 21. Januar 2017 durch Länder wie die USA, China, Südkorea, Indien und Paraguay.
Am 27. Oktober 2016 veröffentlichte er mit Ritual, aufgenommen mit dem US-amerikanischen Sänger und Songwriter Stephen Wrabel, seine erste Single auf Skrillex’ Plattenlabel „OWSLA“. Das Musikvideo erreichte ebenfalls über 10 Millionen Aufrufe innerhalb von zwei Monaten. Es folgten die Lieder Magic mit Bass-House-DJ Jauz und Freal Luv mit dem lange im Hintergrund agierenden Rapper-Trio Far East Movement, Rapper Chanyeol und Sängerin Tinashe. Beide Lieder entfernten sich leicht von seinem typischen Future-Bass-Stil und enthielten aggressivere Trap-Elemente.

### 2017:Summer&Chasing
Trotz des über ein Jahr zurückliegenden Releases auf dem Joytime-Album wurde am 9. Januar 2017 ein Musikvideo zum Titel Summer veröffentlicht. Dieses konnte klick- und streamtechnisch den Erfolg der Vorgänger übertreffen und zählte über 20 Millionen Aufrufe nach zwei Wochen. Darin ist neben Marshmello auch die venezolanische Lifestyle-Bloggerin Lele Pons zu sehen.
Bereits seit mehreren Monaten war ein unveröffentlichter Track mit dem Trap-Produzenten Ookay im Internet verfügbar, bevor das Lied am 24. Februar 2017 unter dem Titel Chasing Colors als Single veröffentlicht wurde. Es enthielt Gesang der US-amerikanischen Sängerin und Schauspielerin Noah Cyrus. Ein Musikvideo wurde vorerst noch nicht veröffentlicht.
Am 17. März 2017 veröffentlichte Marshmello mit Slushii das Lied Twinbow. Am 5. Mai 2017 veröffentlichte er das Lied Movin On parallel mit dem Musikvideo. Der Titel erhielt für den starken Fokus auf der Bassline sehr positives Feedback.
Im Sommer 2017 erschien das Lied Silence. Dieses entstand in Zusammenarbeit mit dem US-amerikanischen Sänger Khalid, der bereits im Frühjahr mit Calvin Harris und Future einen Single-Chart-Erfolg feierte. Dem auf einer ruhigen Atmosphäre basierenden Track gelang der Einstieg in die Charts mehrerer europäischer Länder, darunter Deutschland, Österreich und die Schweiz, sowie auch in Großbritannien und den USA. In über 15 Ländern stieg Marshmello in die Top 10 ein und rund 2 Millionen Verkäufe zählt Silence.
Er legte im Oktober 2017 mit der Non-Commercial-Single You & Me nach. Bei dem Punk-angehauchten Song sang er erstmals selber die Vocals ein. Noch Ende desselben Monats folgte das Silence-Follow-Up Wolves, das er mit der US-amerikanischen Sängerin und Schauspielerin Selena Gomez aufnahm. Mit Top-10-Platzierungen in über 25 Ländern, darunter auch einmal Nummer eins, konnte Wolves den Erfolg des Vorgängers übertreffen. Am 19. November 2017 traten Marshmello und Gomez gemeinsam bei den American Music Awards auf.
Noch vor Veröffentlichung des offiziellen Musikvideos von Wolves erschien ein Musikvideo zum Albumtrack Blocks aus dem Vorjahr.
Im Dezember 2017 steuerte er mit dem Lied Danger einen Track zum Soundtrack des Netflix-Films Bright bei. Der Song entstand mit dem US-amerikanischen Rapper-Trio Migos und lässt Marshmello erstmals im Hip-Hop-Bereich Fuß fassen; so enthält der Song nahezu keine Charakterzüge seines Future-Bass-Stils. In die US-amerikanischen Single-Charts konnte Danger trotz fehlender Single-Veröffentlichung einsteigen.

### 2018: Joytime II, Nummer-eins mit Anne-Marie und weitere erfolgreiche Kollaborationen

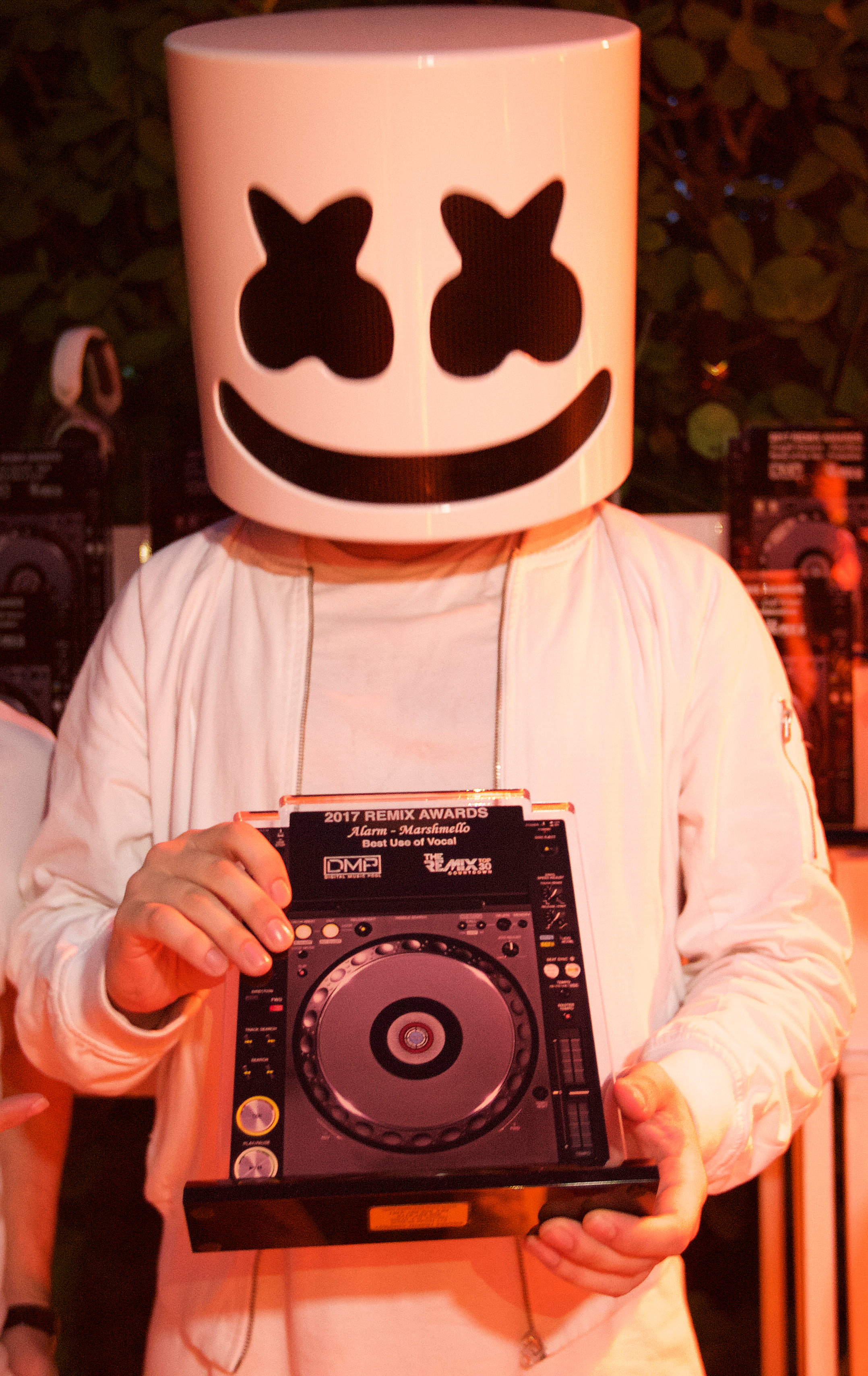
Marshmello wird in der Music Lounge mit dem Remix-Award ausgezeichnet

Am 12. Januar 2018 veröffentlichte Marshmello das Lied Spotlight, das wie der Vorgänger sehr Hip-Hop-lastig ausfiel. Der Track entstand mit dem US-amerikanischen Rapper Lil Peep. Aufgrund des Todes von Lil Peep im November des Vorjahres wurde das Release kontrovers diskutiert. Eigenen Angaben zufolge war die Kollaboration bereits vor dem Tod Peeps fertiggestellt, dennoch hätte Marshmello nicht vorgehabt, das Lied zu veröffentlichen. Peeps Mutter bestand auf das Release, weshalb Marshmello dieses für Januar 2018 ansetzte. Unter anderem in Großbritannien und Österreich rückte der Song in die Single-Charts vor.
Gemeinsam mit Slushii erschien am 1. Februar 2018 der Song There x2 als Single. Marshmello agierte dabei wie bereits im Oktober des Vorjahres als Sänger und wurde bei There x2 als Featuring-Artist angegeben.
Eine Woche später folgte das Lied Friends, das mit der britischen Sängerin Anne-Marie entstand. Friends entwickelte sich zu einem kommerziellen Erfolg, der an den von Wolves im Vorjahr anschließen konnte. Der Song machte insbesondere durch Text und Musikvideo, die die Problematik der Friendzone thematisieren, auf sich aufmerksam. Unter anderem in Deutschland, Österreich und Großbritannien erreichte die Single die Top 10. Sie ist Teil von Anne-Maries Debüt-Studioalbums Speak Your Mind.
Am 2. März 2018 erschien der Song Everyday. Dieser wurde mit dem US-amerikanischen Rapper Logic produziert und zog in den US-amerikanischen Single-Charts an Friends vorbei. In der Folgewoche wurde das Lied Fly veröffentlicht, das von Leah Culver gesungen wird. Die nicht-kommerzielle Single war bereits im Vorjahr Teil von Marshmellos Sets.
Das Lied You Can Cry folgte im Mai 2018. Dabei arbeitete er mit dem Sänger James Arthur sowie dem Rapper Juicy J zusammen. Der Track ist ähnlich wie Everyday Hip-Hop-lastig und erreichte lediglich in Großbritannien eine Single-Chartplatzierung. Im Juni 2018 folgte sein zweites Studioalbum Joytime II, das stilistisch nicht kommerziell ausgelegt ist, sondern an Marshmellos Debütalbum Joytime anschließt. Die LP erreichte eine Platzierung in den US-amerikanischen Album-Charts. Mit den Liedern Tell Me und Check This Out wurden zwei Lieder aus dem Album als Single ausgekoppelt.
Am 17. August 2018 erschien die Single Happier, die in Kollaboration mit der britischen Indie-Rockband Bastille produziert wurde. Der Song schaffte den Einstieg in die Single-Charts mehrerer europäischer Länder sowie der USA und Australien. Er konnte sich als erster Song Marshmellos in den Top fünf der Billboard Hot 100 Charts der USA platzieren. Nach diesem Lied veröffentlichte er zusammen mit Roddy Rich das Lied Project Dreams mit dazugehörigem Video.

### 2019:Joytime III

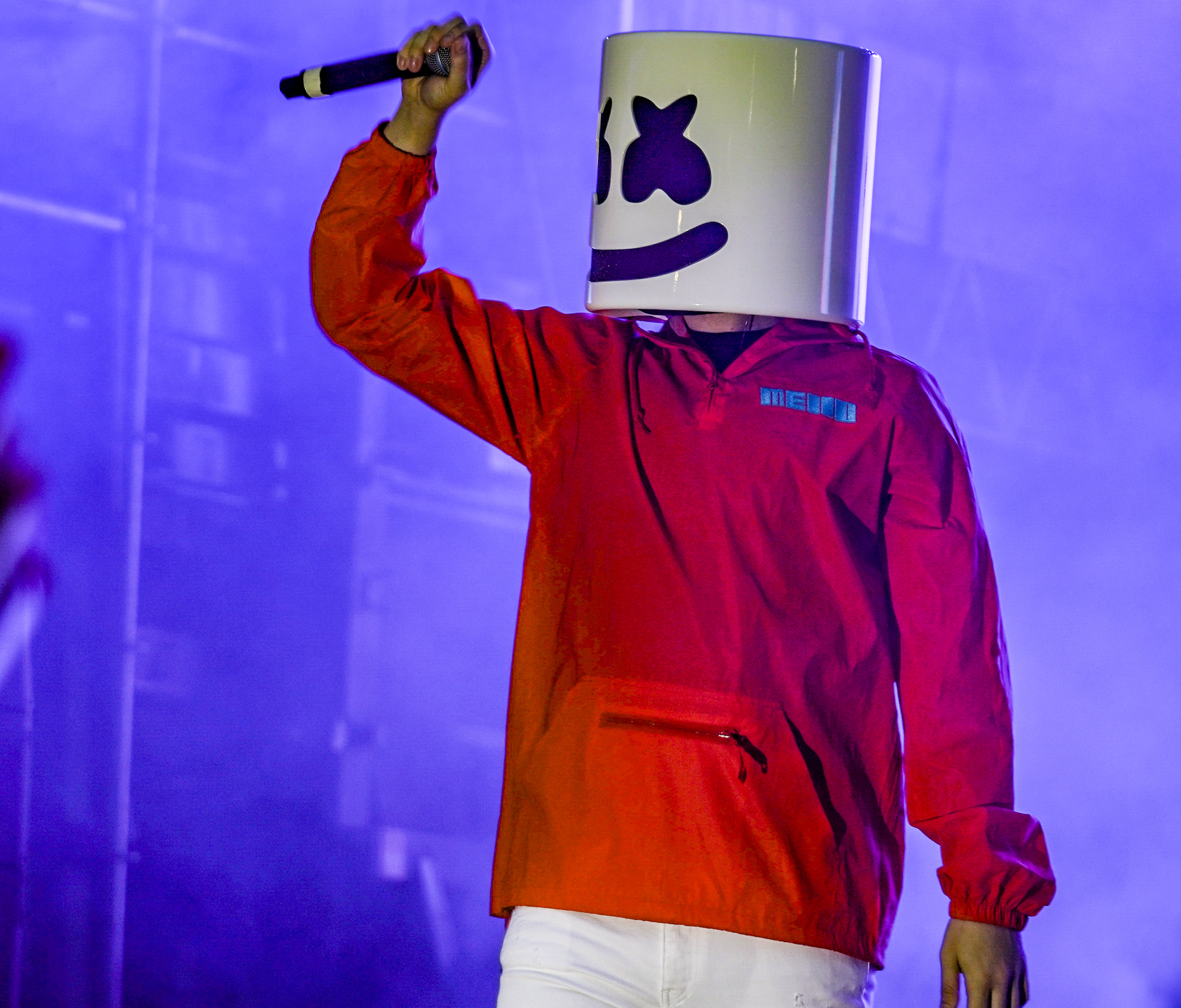
Marshmello während eines Konzertes in Washington 2019

Am 1. Februar 2019 erschien das Lied BIBA, das von Pritam und Shirley Setia in hindischer Sprache gesungen wird. Eine Woche später folgte der Dubstep-Song Sell Out, der mit dem US-amerikanischen DJ und Produzenten Svdden Death produziert wurde.
Am 8. März 2019 erschien das Lied Here with Me, das mit der schottischen Synthpop-Band Chvrches entstand. Das Musikvideo folgte im April 2019. Unter anderem in Großbritannien, Schottland und Dänemark rückte das Lied bis in die Top 10 vor. Am 3. April 2019 spielte Marshmello das Lied gemeinsam mit Chvrches  in der US-amerikanischen TV-Show Jimmy Kimmel Live!.
Am 25. April 2019 veröffentlichte Marshmello den Hip-Hop-Track Light It Up, dessen Vocals die US-Rapper Tyga und Chris Brown beisteuerten. Von der Band Chvrches geäußerte Kritik an der Zusammenarbeit mit Brown und Tyga entfachte einen Streit auf der Internetplattform Instagram. Die Band schrieb, sie sei sehr enttäuscht gewesen, dass er sich „dazu entschieden hat, mit Leuten zusammenarbeiten die Raubtiere und Täter“ wären, „sich für ihr Verhalten öffentlich entschuldigen und dieses letztendlich doch stillschweigend befürworten.“ Während Marshmello sich zu der Kritik nicht äußerte, schrieb Tyga, dass jeder Fehler mache und niemand perfekt wäre. Chris Brown beschrieb Chvrches als die Art von Leuten, denen er wünsche, sie würden vor einen rasenden Bus voller Geisteskranker laufen. Der Song an sich konnte nicht an die Erfolge seiner Pop-Veröffentlichungen anschließen. Er erreichte Platz 90 in der Heimat des Trios sowie das Mittelfeld der britischen, ungarischen und australischen Single-Charts.
Am 21. Juni 2019 veröffentlichte er das Lied One Thing Right, welches mit dem US-amerikanischen Country-Musiker Kane Brown entstand. Die EDM-Country-Fusion erreichte die Top 10 der australischen, neuseeländischen sowie US-amerikanischen Country-Charts. Brown beschrieb das Lied als eine Art Gegenstück zu Marshmellos Song Happier. Eine vom britischen Duo Duke & Jones produzierte Future-Bass-Version des Songs folgte mitsamt einer Reihe weiterer Remixe Anfang August 2019. Ihre Version des Tracks erreichte über 10 Millionen Aufrufe auf YouTube.
Anfang Juli 2019 erschien Marshmellos drittes Studioalbum Joytime III, für das er unter anderem mit Slushii, Flux Pavilion und Wiwek zusammenarbeitete. Das Lied Rescue Me, das mit der US-amerikanischen Band A Day to Remember aufgenommen wurde, war die erste Singleauskopplung. Im Juni 2019 folgte der Song Room to Fall mit dem britischen DJ Flux Pavilion und der US-amerikanischen Elektropop-Musikerin Elohim als zweite Single aus dem Album.

## Mediale Präsenz
Das Auftreten mit Kostüm und Maske sorgte auch abseits der Bühne für viel Aufmerksamkeit. Im Laufe der Jahre 2017 und 2018 wurde er insbesondere in sozialen Netzwerken wie YouTube und Instagram immer aktiver. Am 31. Oktober 2017 startete er auf YouTube das satirische Format „Cooking with Marshmello“, in dem er kostümiert Kochtutorials gibt. Die in der ersten Folge gebackenen Schokoladenmäuse dienten als Antwort auf einen von Deadmau5 begonnenen Social-Media-Streit zwischen den beiden Produzenten.
Anfang Juni 2018 startete Marshmello mit einem Gameplay-Format auf YouTube. Er traf sich dabei mit Tyler Blevins alias Ninja, einem US-amerikanischen Twitch- und YouTube-Let’s Player. Gemeinsam duellierten sie sich im Battle-Royale-Videospiel Fortnite. Es folgten wöchentliche Let’s Plays mit unterschiedlichen YouTubern und unterschiedlichen Spielen. Später im Jahr 2018 startete eine Kooperation mit dem Spielentwickler und dem Spieler wurde die Möglichkeit geboten, das Marshmello-Kostüm als Outfit zu wählen. Des Weiteren trat er Anfang Februar 2019 mit einem Live-Set in der Spielwelt auf. Das Set wurde als Mix-Album veröffentlicht.
Am 9. September 2018 trat Marshmello in der US-amerikanischen Fassung der Fernsehshow „Ninja Warrior“ an. Dabei musste er mit seinem Kostüm bekleidet einen Parcours absolvieren.
Bei einer WWE-Veranstaltung (WWE Friday Night SmackDown) durfte er am 4. Oktober 2019 die WWE 24/7 Championship von Carmella gewinnen und kurzzeitig halten, um den Titel am selben Abend wieder an Carmella abzugeben.

## Diskografie
Studioalben

| Jahr | Titel Musiklabel               | Höchstplatzierung, Gesamtwochen, AuszeichnungChartplatzierungen (Jahr, Titel, Musiklabel, Platzierungen, Wochen, Auszeichnungen, Anmerkungen) | Höchstplatzierung, Gesamtwochen, AuszeichnungChartplatzierungen (Jahr, Titel, Musiklabel, Platzierungen, Wochen, Auszeichnungen, Anmerkungen) | Höchstplatzierung, Gesamtwochen, AuszeichnungChartplatzierungen (Jahr, Titel, Musiklabel, Platzierungen, Wochen, Auszeichnungen, Anmerkungen) | Höchstplatzierung, Gesamtwochen, AuszeichnungChartplatzierungen (Jahr, Titel, Musiklabel, Platzierungen, Wochen, Auszeichnungen, Anmerkungen) | Höchstplatzierung, Gesamtwochen, AuszeichnungChartplatzierungen (Jahr, Titel, Musiklabel, Platzierungen, Wochen, Auszeichnungen, Anmerkungen) | Höchstplatzierung, Gesamtwochen, AuszeichnungChartplatzierungen (Jahr, Titel, Musiklabel, Platzierungen, Wochen, Auszeichnungen, Anmerkungen) | Anmerkungen                                               |
| Jahr | Titel Musiklabel               | DE | AT | CH | UK | US | Dance | Anmerkungen                                               |
| ---- | ------------------------------ | --- | --- | --- | --- | --- | --- | --------------------------------------------------------- |
| 2016 | Joytime Joytime Collective     | — | — | — | — | — | Dance5 (74 Wo.)Dance | Erstveröffentlichung: 8. Januar 2016                      |
| 2018 | Joytime II Joytime Collective  | — | — | — | — | US165 (1 Wo.)US | Dance1 (5 Wo.)Dance | Erstveröffentlichung: 22. Juni 2018                       |
| 2019 | Joytime III Joytime Collective | — | — | — | — | US50 (3 Wo.)US | Dance1 (11 Wo.)Dance | Erstveröffentlichung: 3. Juli 2019                        |
| 2021 | Shockwave Joytime Collective   | — | — | — | — | — | Dance3 (2 Wo.)Dance | Erstveröffentlichung: 11. Juni 2021                       |
| 2023 | Sugar Papi Joytime Collective  | — | — | — | — | US97 (1 Wo.)US | Dance1 (2 Wo.)Dance | Erstveröffentlichung: 3. November 2023 Verkäufe: + 20.000 |
| 2024 | The Roots Joytime Collective   | — | — | — | — | — | — | Erstveröffentlichung: 15. November 2024                   |